# Ларвил (Индијана)
Ларвил (енгл. Larwill) град је у америчкој савезној држави Индијана.

## Демографија
По попису из 2010. године број становника је 283, што је 1 (0,4%) становника више него 2000. године.
| Група             | 2000.       | 2010.       |
| Белци             | 279 (98,9%) | 280 (98,9%) |
| Афроамериканци    | 0 (0,0%)    | 0 (0,0%)    |
| Азијати           | 1 (0,4%)    | 0 (0,0%)    |
| Хиспаноамериканци | 0 (0,0%)    | 0 (0,0%)    |
| Укупно            | 282         | 283         |